# Viorica Cosmetic
Viorica Cosmetic SA este cel mai mare producător de cosmetice și parfumerie din Republica Moldova. Compania a fost fondată în 1989 pe baza întreprinderii Masloefirprom, care se ocupa de creșterea culturilor etero-oleaginoase, în 1996 s-a trecut la denumirea actuală. În 2013, fabrica avea peste 200 de denumiri cosmetice și de parfumerie. Până în 2012, fabrica de cosmetice aparținea statului, însă, în urma privatizării, noul proprietar al pachetului de 95,8% din acțiuni a devenit compania DAAC-Hermes Group.
În 2013 compania a înregistrat anul trecut un profit net de 22,65 mii lei, fiind în creștere de 2,8 ori față de anul 2012 și se poziționează ca cel mai mare producător de produse cosmetice și de parfumerie din Moldova. 

## Istoric
La data de 12 mai 1989 este înființată fabrica Viorica-Cosmetic, cel mai mare producător de cosmetice și parfumerie din republică, statut păstrat până în ziua de azi. Produsele de debut ale fabricii au fost șampoanele „Victoria”, „Viorel”, precum și linia pentru copii „Victorița” și „Victoraș”. O etapă semnificativă în parcursul companiei este privatizarea de către holdingul Daac-Hermes Group în anul 2012.
Un pas semnificativ în dezvoltarea companiei a fost lansarea plantației ecologice VIO-Parc, proiectat cu suportul expertului austriac în agricultura naturistă Sepp Holzer. În prezent culturile care cresc în plantație asigură o parte din materia primă: uleiuri vegetale, extracte din flori, fructe și rădăcini de plante.

## Premii
În palmaresul companiei se numără:
- Gran-Pri „Mercurul de Aur”;
- „Brandul Anului” (din 2005 până în 2014);
- Premiul de Stat pentru realizări în domeniul calității, productivității și competitivității;
- Certificatul de calitate al companiei care deține cel mai mare portofoliu de drepturi de proprietate industrială înregistrate în Republica Moldova.
- Marca Anului 2014,
- Premiul în domeniul calității, anul 2014

Compania este deținător al certificatului internațional al sistemului calității managementului ISO 9001: 2015 și  certificatul de acreditare al laboratorului de încercări din cadrul companiei S.A „Viorica-Cosmetic”.